# Pontarlier
Pontarlier é uma comunidade francesa, sede do departamento de Doubs, na região de Borgonha-Franco-Condado.
Era chamada de Ariólica (em latim: Ariolica) durante o período romano.
A cidade situada a uma altitude de 800 m, é um centro comercial, cultural e turístico de Haut-Doubs, região montanhosa do departamento de Doubs.
A cidade foi citada no Livro Os miseráveis de Victor Hugo, onde após a refeição e hospedagem que o bispo Monsenhor Bienvenu ofereceu a Jean Valjean o mesmo partiria para a cidade em questão 